# Velehrad
Velehrad – gmina w południowo-wschodnich Czechach, w kraju zlińskim, 6 km na północny zachód od Uherskégo Hradištia i 23 km na południowy zachód od Zlina. Velehrad położony jest w dolinie Morawy, u podnóża wzgórz Chřiby. Według danych z dnia 1 stycznia 2012 liczyła 1301 mieszkańców.
Na podstawie podobieństwa nazw bywał dawniej błędnie kojarzony z Weligradem – stolicą słowiańskiego państwa wielkomorawskiego, którego ówczesny władca, Rościsław, sprowadził misjonarzy Cyryla i Metodego. Obecnie przeważa pogląd, że stolica Wielkich Moraw znajdowała się na terenie dzisiejszego Starego Města lub grodziska Mikulčice.
Papież Jan Paweł II odwiedził Velehrad podczas pielgrzymki do Czechosłowacji w dniach 21–22 kwietnia 1990. 
Velehrad był miejscem kongresów ekumenicznych, znanych jako Zjazdy Velehradzkie. Łącznie odbyło się siedem takich kongresów teologicznych – w latach 1907, 1909, 1911, 1924, 1927, 1932 i 1936. 

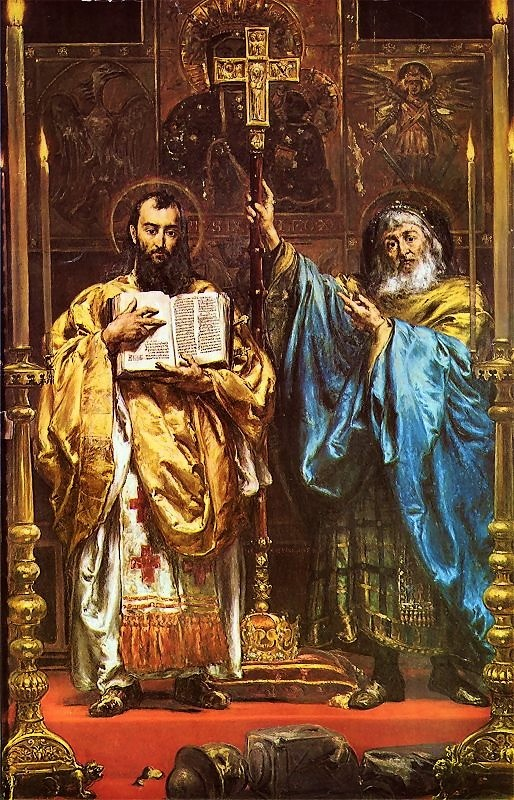
Bazylika w Velehradzie:
Św. Cyryl i św. Metody
(obraz Jana Matejki)

## Św. Metody
Starszy brat św. Cyryla. Po jego śmierci w Rzymie, 14 lutego 869 i otrzymaniu święceń biskupich od papieża Hadriana II, św. Metody wyjechał do Panonii (dzisiejsze Węgry) i na Morawy objąć arcybiskupstwo. Wynikł poważny konflikt z arcybiskupem Salzburga, który uważał Panonię i Morawy za ziemie mu przynależne. Arcybiskup Salzburga dopuszczał się szykan, atakował, a nawet uwięził św. Metodego na dwa i pół roku. Święty wiele cierpiał, ale zawsze miał poparcie papieży. Wytrwale kontynuował dzieło młodszego brata, św. Cyryla: przełożył na starocerkiewnosłowiański żywoty Ojców Kościoła oraz założył szkołę tłumaczy, która w 883 przetłumaczyła całą Biblię z wyjątkiem Ksiąg Machabejskich. Właśnie dlatego, św. Metody jest uznawany za ojca literatury słowiańskiej. Według tradycji zmarł w Velehradzie, 6 kwietnia 885.

## Klasztor cystersów
Cystersi przybyli tu w 1204, sprowadzeni z macierzystego klasztoru Plasy przez króla Przemysła Ottokara I i biskupa ołomunieckiego Roberta. W 1261 założono filię tutejszego klasztoru w Vizovicach.
W prawej nawie bazyliki Wniebowzięcia NMP, niewielkich rozmiarów obraz, przedstawiający świętych Cyryla i Metodego, namalowany przez Jana Matejkę, podpisany jako Dar Narodu Polskiego dla Bazyliki Velehradzkiej. Matejko, po ojcu, był z pochodzenia Czechem.
W pozostałej części klasztoru Gimnazjum Stojanovo (otwarte w 2001). Przed zachodnią bramą klasztorną słup maryjny, sprzed 1681.

## Inne
- Figura św. Jana Nepomucena
- Figura Chrystusa Boleściwego, 1703

## Okolice
- Modrá – 1 km na wschód – skansen archeologiczny z rekonstrukcją grodu, z czasów świetności państwa wielkomorawskiego, IX–X w., otwarty w 2004.
- Buchlovice – 5 km na zachód-południowy zachód – zabytkowe miasteczko, pierwsza wzmianka z 1207, obecnie blisko 2500 mieszkańców. W miasteczku kościół św. Marcina, barokowy z lat 1640–1643, wybudowany na miejscu wcześniejszego, gotyckiego oraz barokowy zespół pałacowo-parkowy z XVIII w. (park francuski o powierzchni 19 ha)
- Buchlov – 7 km na zachód - na jednym z najwyższych wzniesień pasma Chřibów (510 m n.p.m.) zamek królewski, z 1. połowy XIII w., przebudowany w latach 1540–1558.

## Galeria

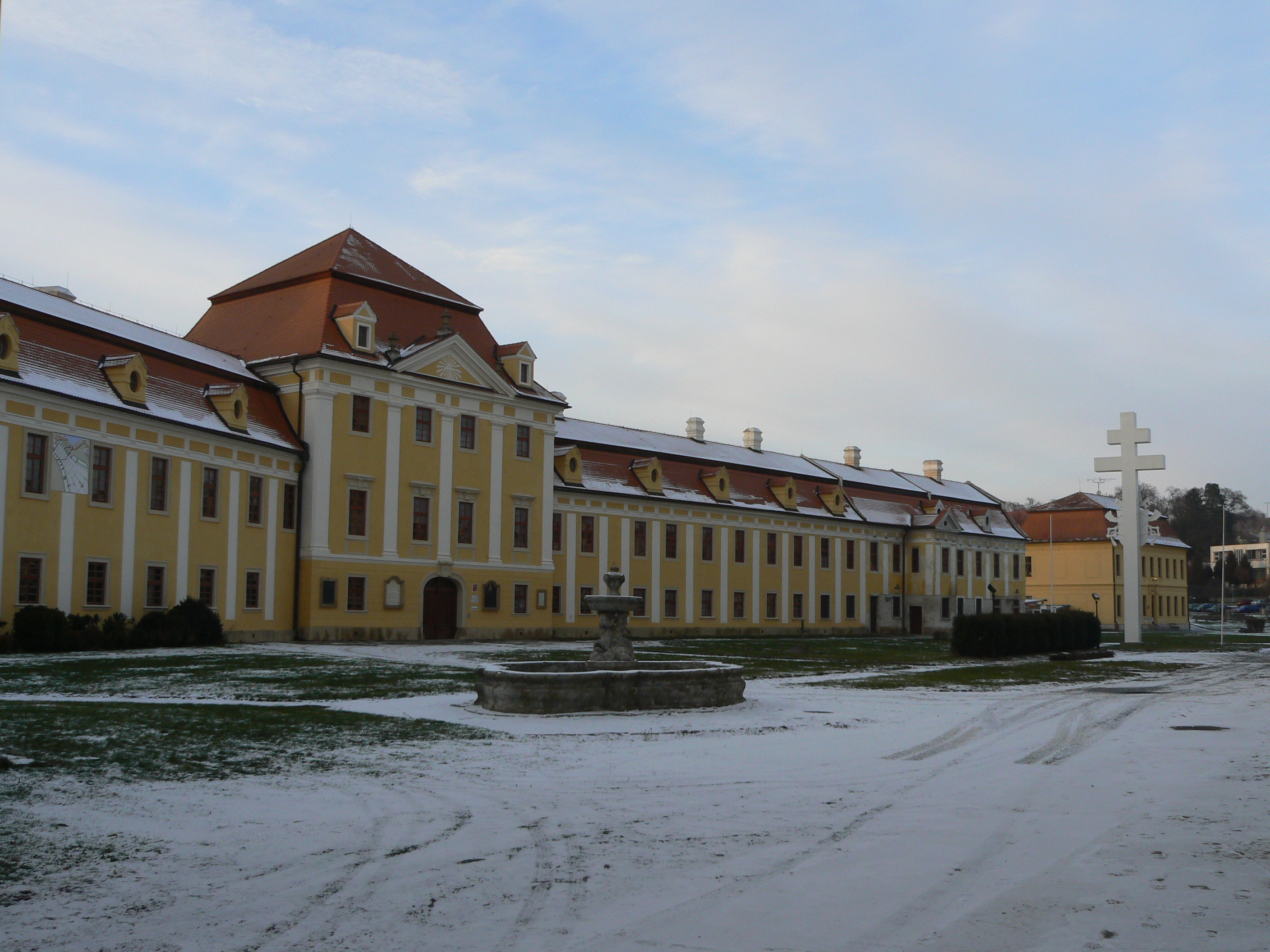
Klasztor cystersów. Gimnazjum Stojanovo
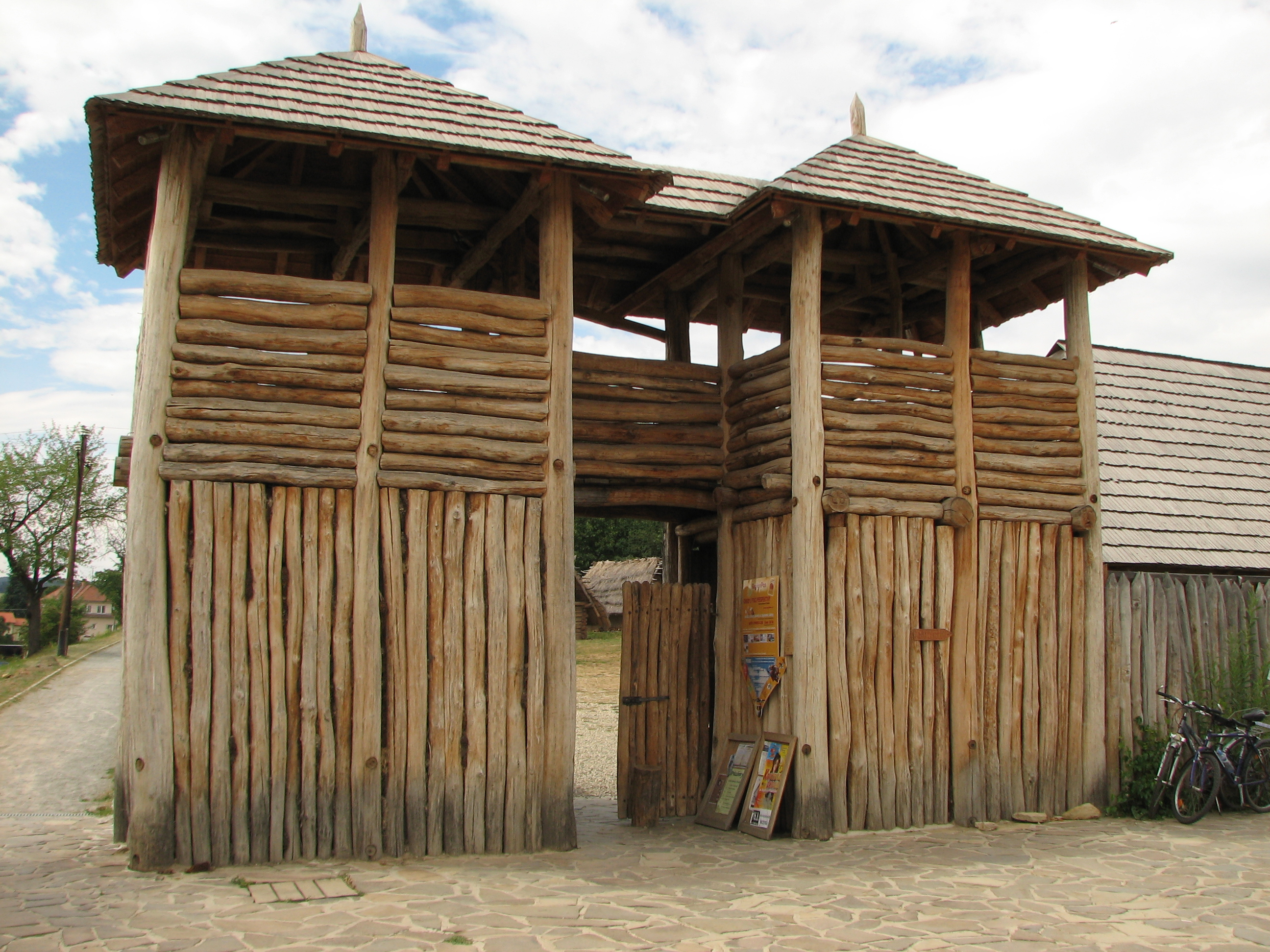
Modrá (skansen). Brama wejściowa
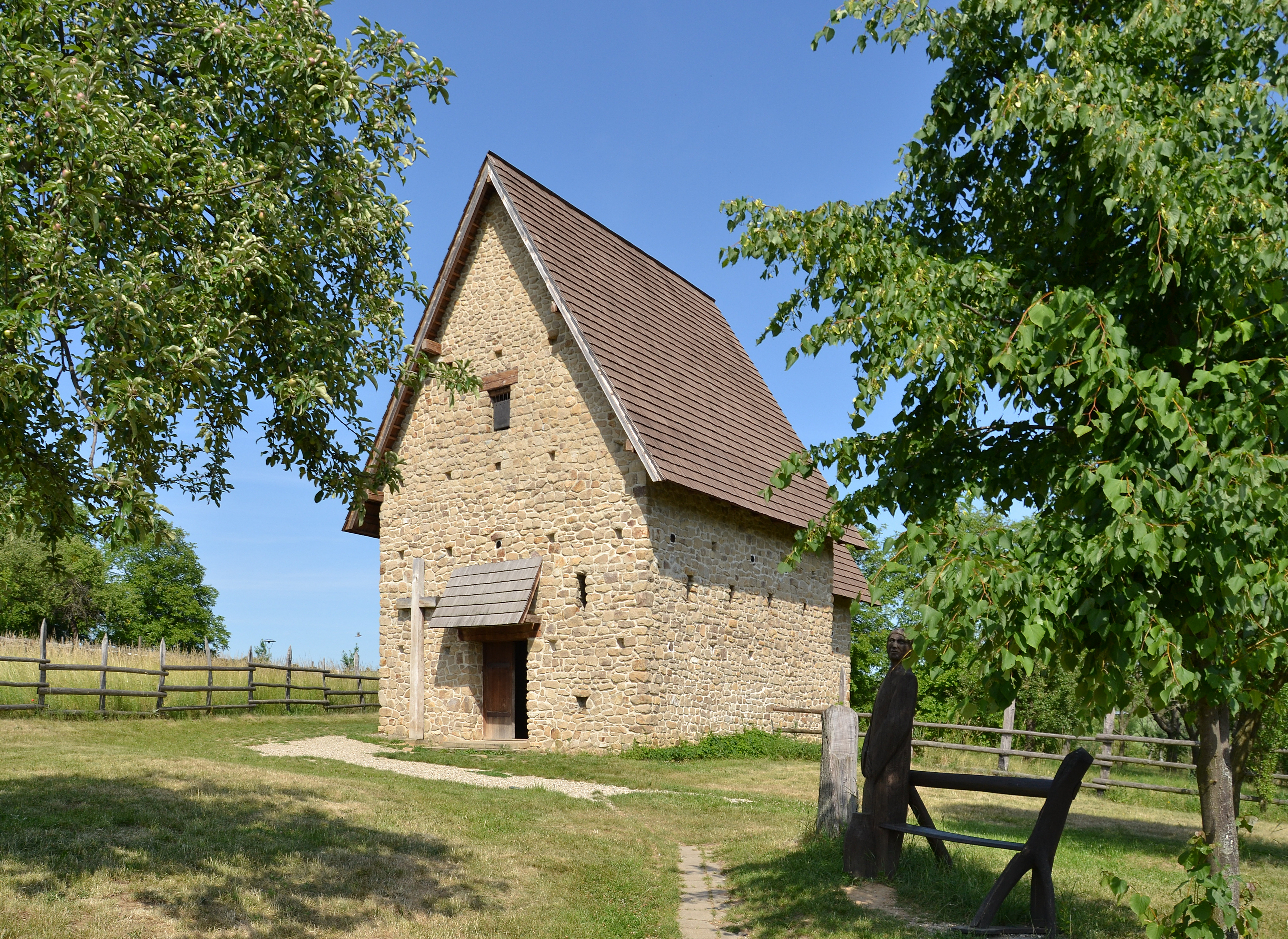
Modrá (skansen). Replika kościoła św. Jana z IX w.
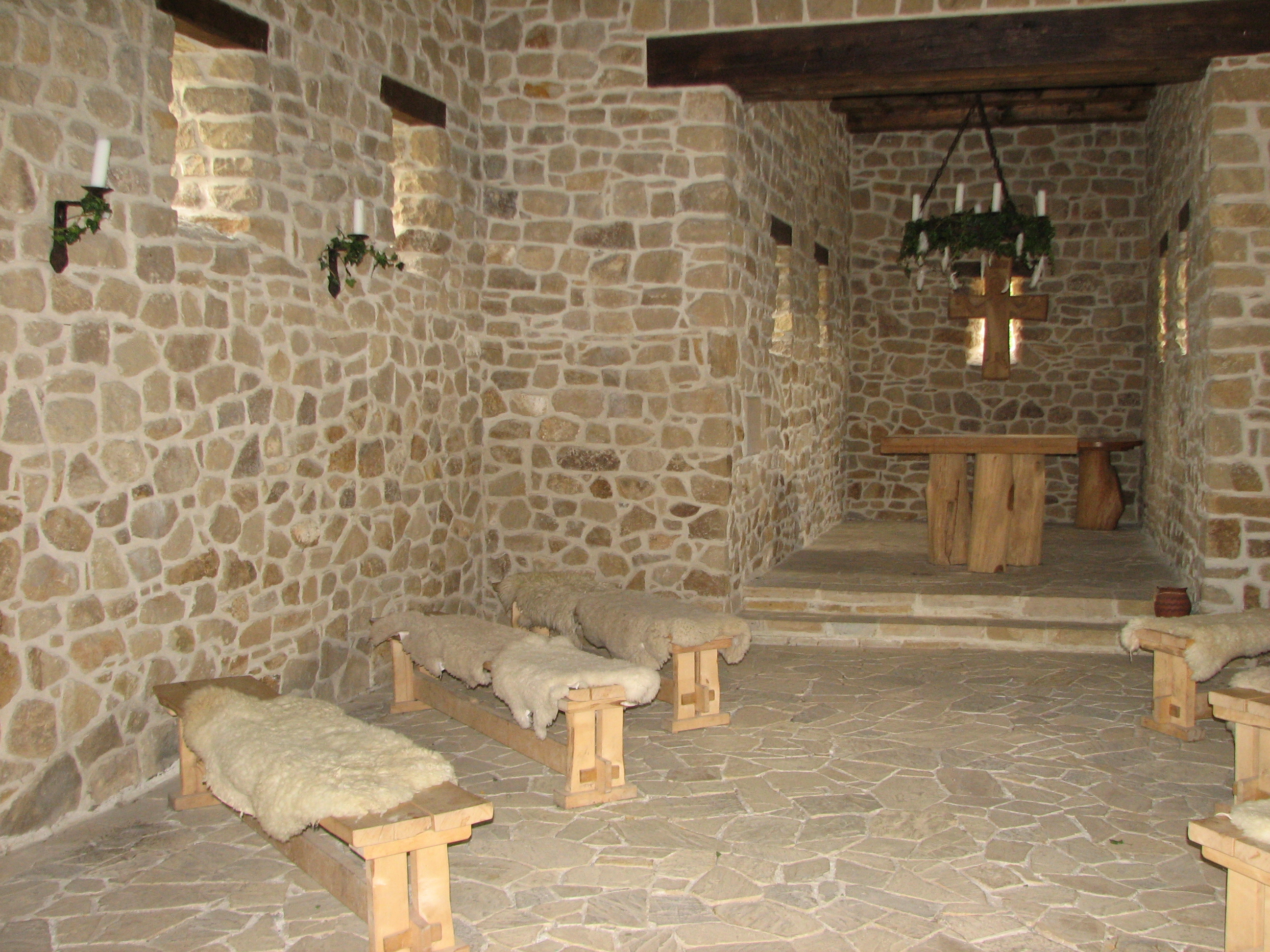
Modrá (skansen). Wnętrze kościoła św. Jana
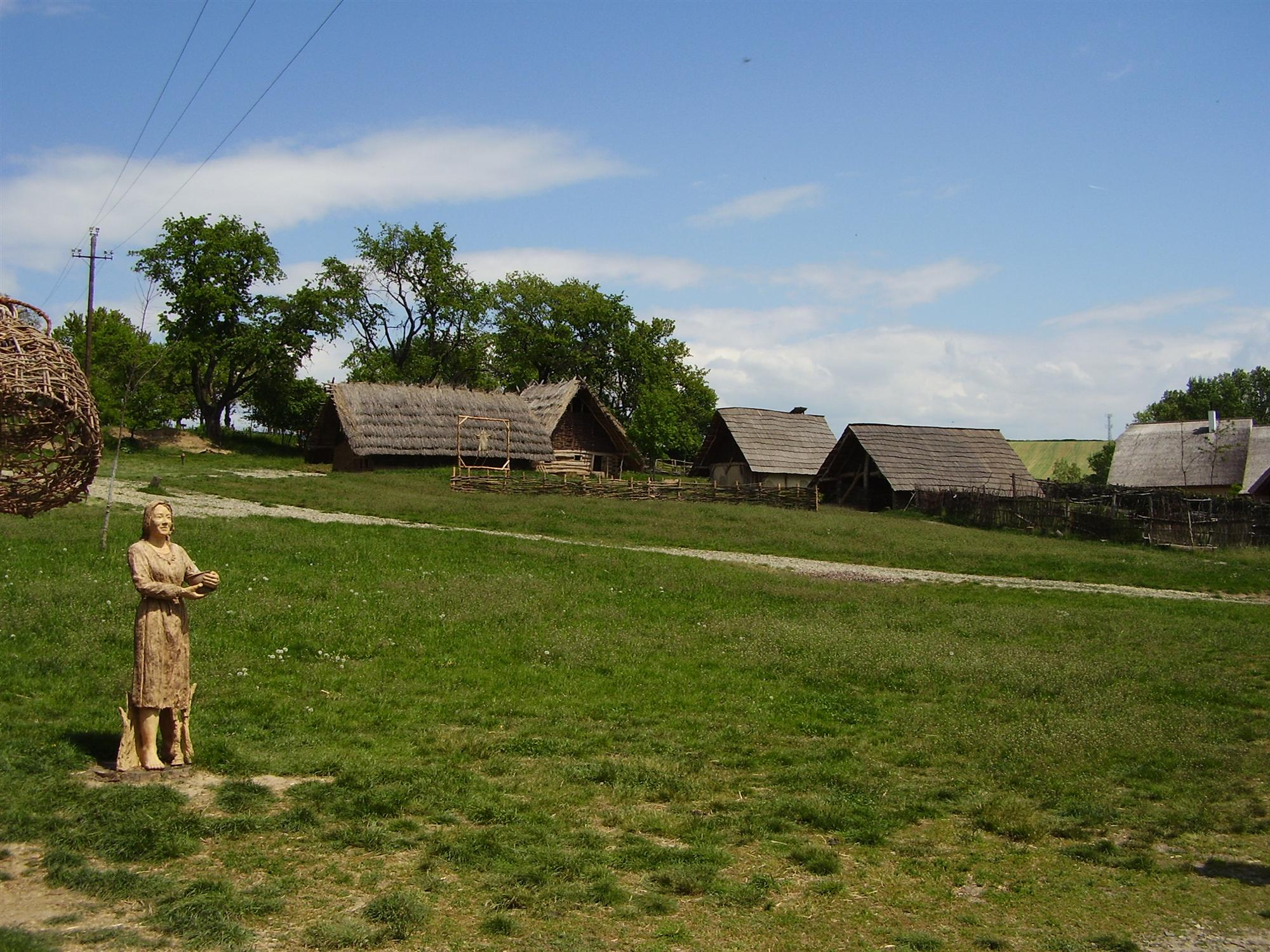
Modrá (skansen)
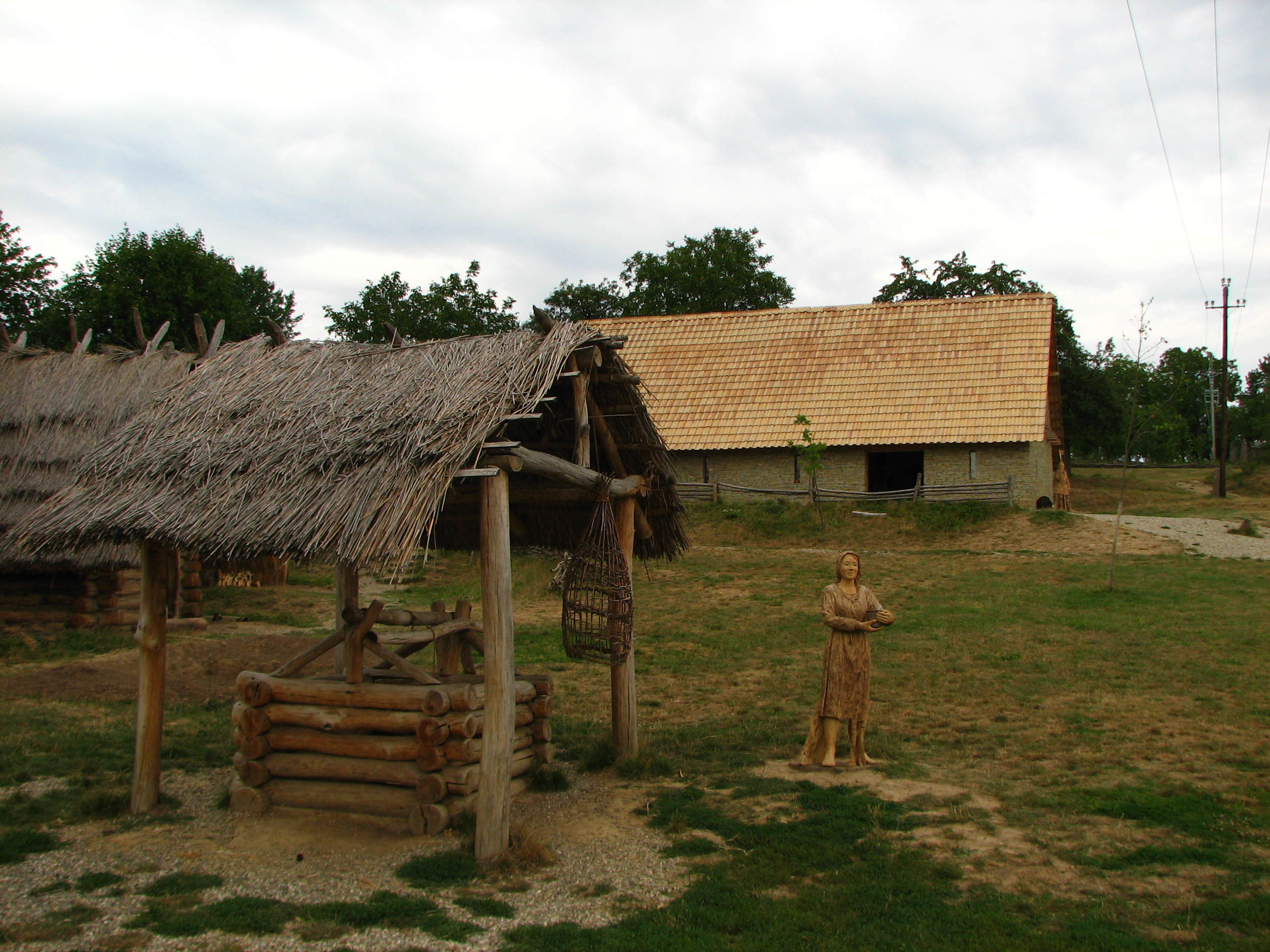
Modrá (skansen)
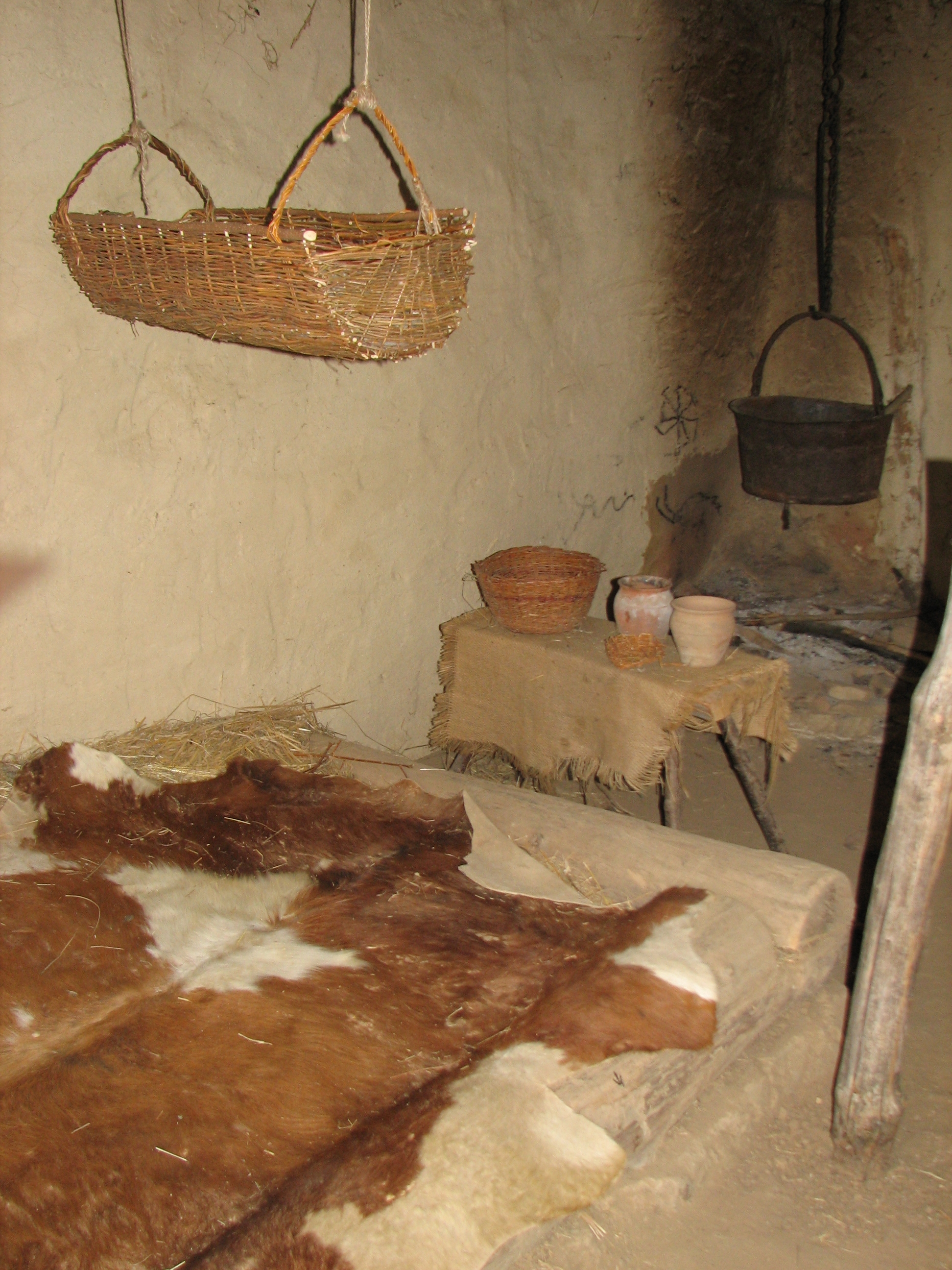
Modrá (skansen)
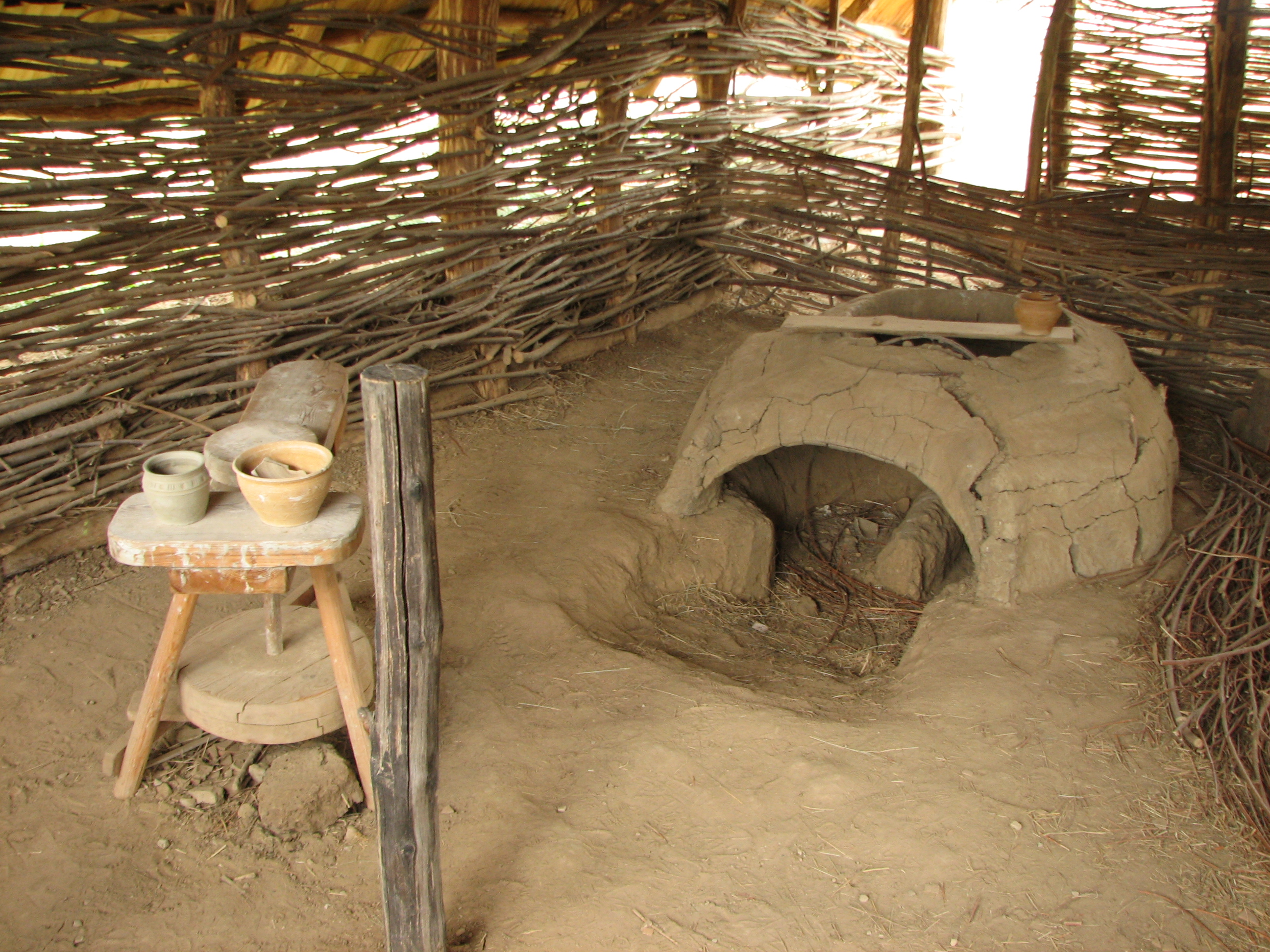
Modrá (skansen)
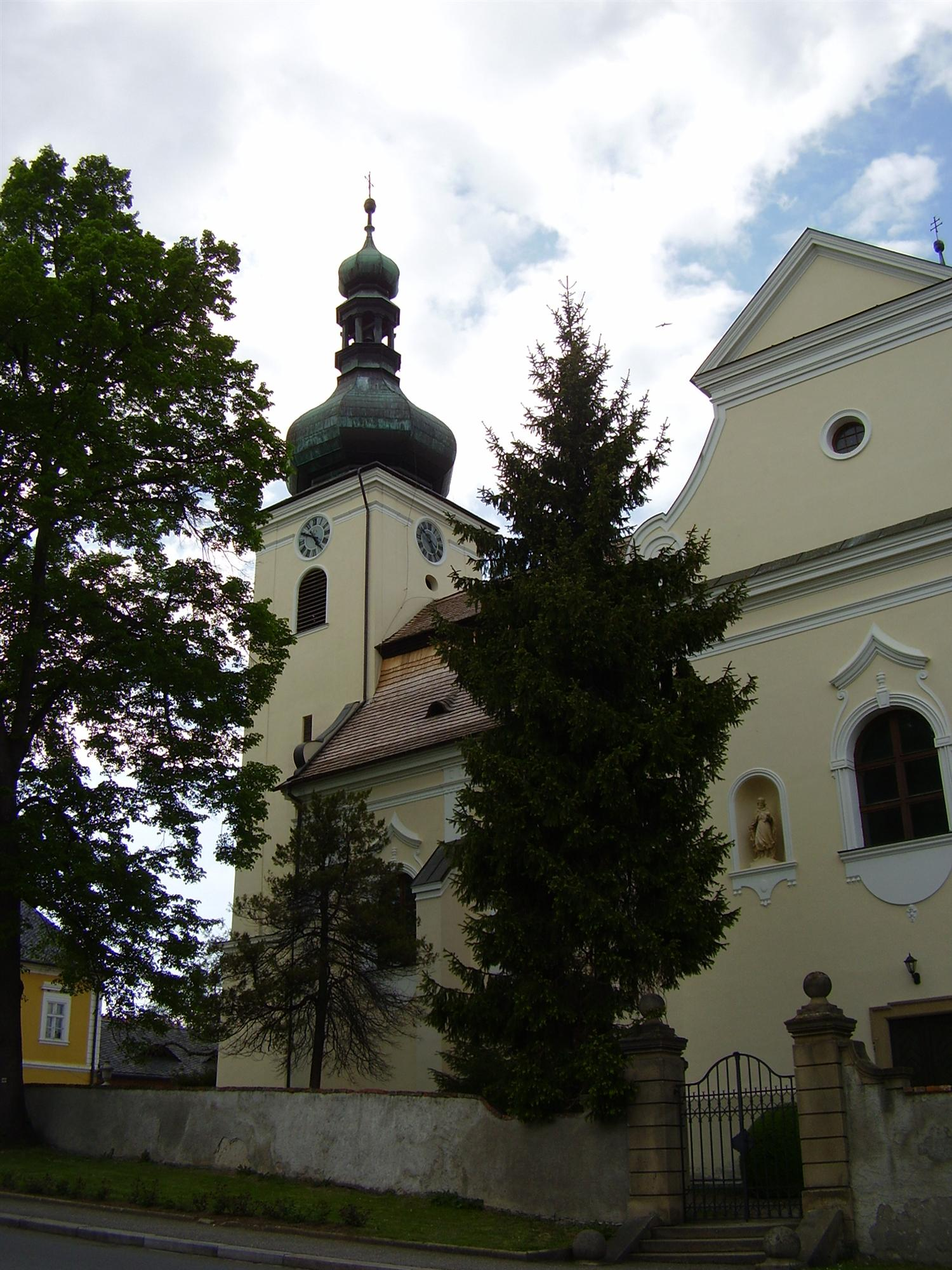
Buchlovice. Kościół św. Marcina
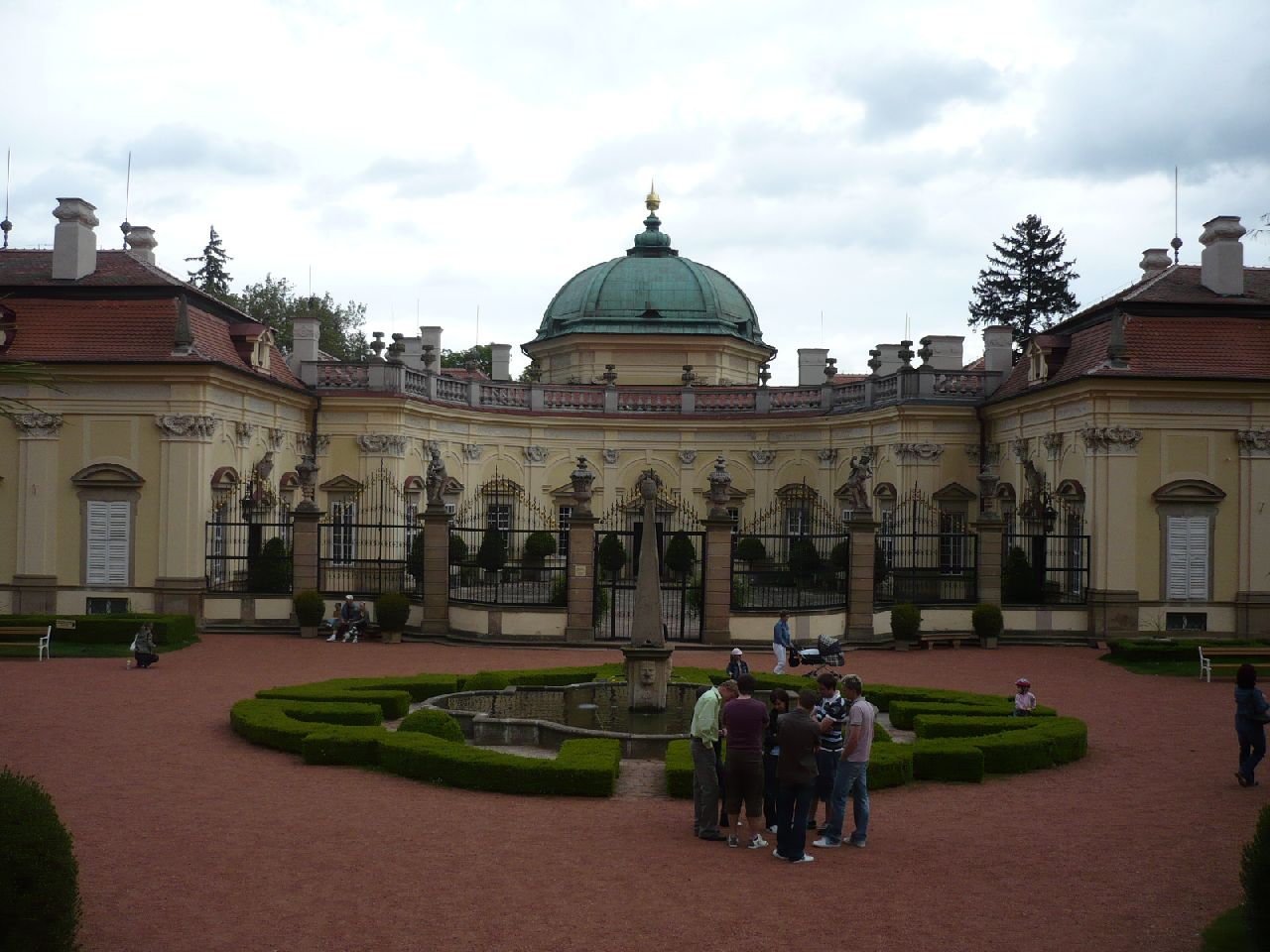
Buchlovice. Zespół pałacowo-parkowy
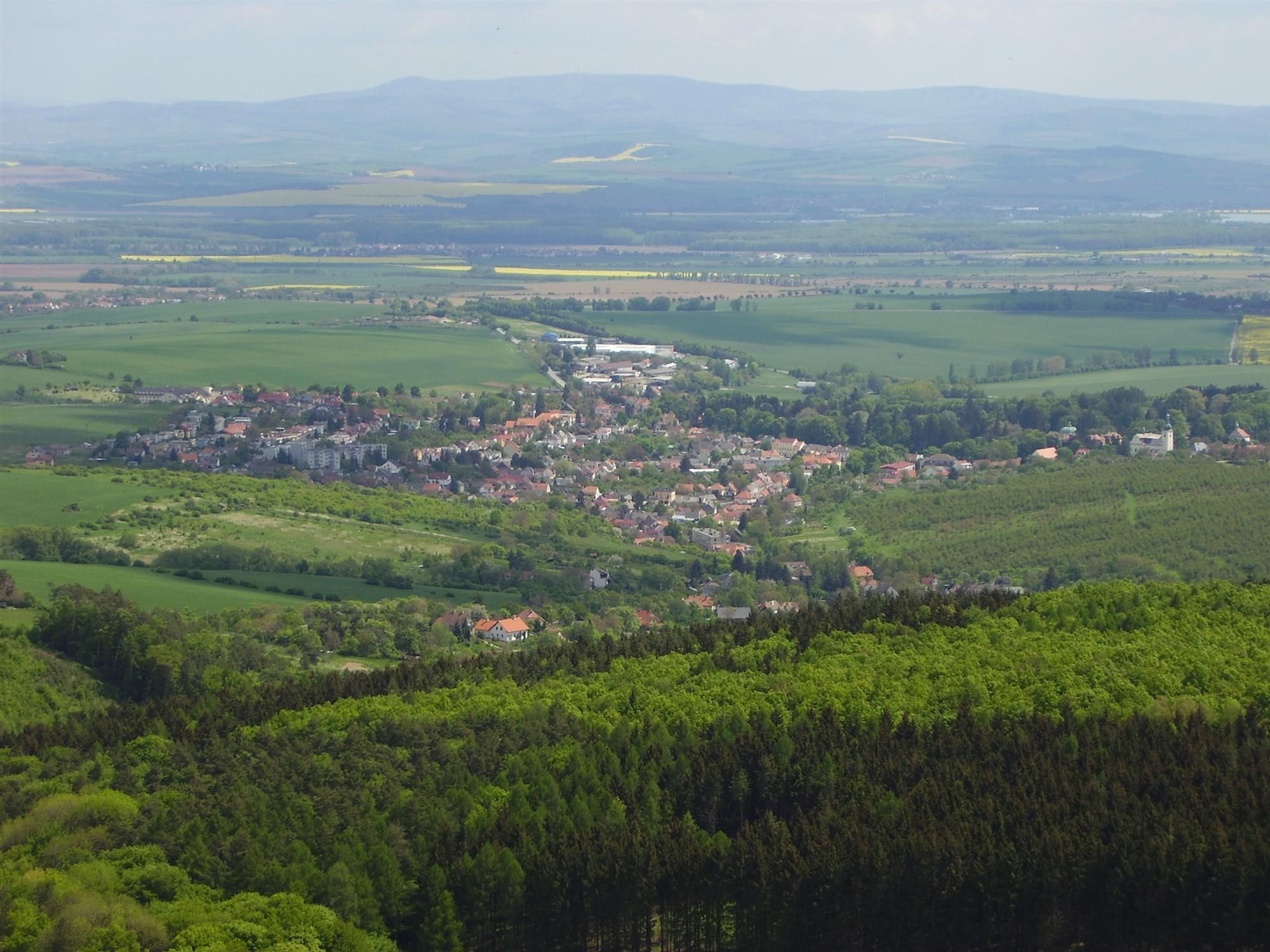
Buchlovice. Widok z zamku Buchlov
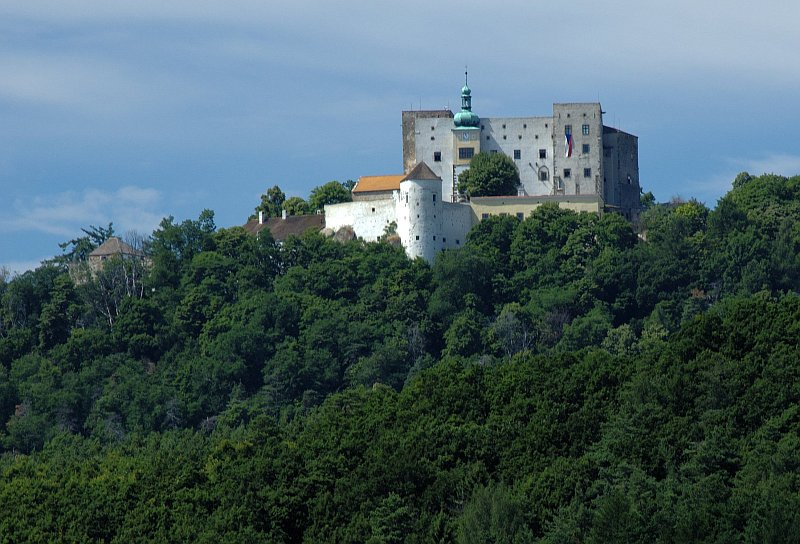
Zamek Buchlov